# Doctor Sleep
Doctor Sleep és una pel·lícula de terror sobrenatural nord-americana del 2019 escrita i dirigida per Mike Flanagan. La seqüela de The Shining (1980) de Stanley Kubrick, està basada en la novel·la homònima de Stephen King del 2013. Ambientada dècades després dels esdeveniments del seu predecessor, és protagonitzada per Ewan McGregor com a Dan Torrance, un home amb habilitats psíquiques i un problema amb l'alcohol, que lluita amb el trauma infantil causat pels horrors de l'hotel Overlook. Rebecca Ferguson, Kyliegh Curran i Cliff Curtis tenen papers secundaris com a nous personatges: Abra Stone i Billy Freeman s'uneixen amb Dan per acabar amb Rose the Hat i la seva banda de seguidors. Ha estat subtitulada al català.

## Repartiment
- Ewan McGregor com a Daniel "Danny" Torrance/Doctor Somni, un home amb poders psíquics coneguts com "la resplendor". El personatge va aparèixer per primera vegada com un noi petit a la pel·lícula de 1980 The Shining, interpretat per Danny Lloyd.[2]
- Rebecca Ferguson com a Rose the Hat, cap del True Knot, un culte que s'alimenta de gent amb poders psíquics.[3]
- Cliff Curtis com a Billy Freeman, amic de Danny Torrance, que l'ajuda a sortir del seu alcoholisme.
- Kyliegh Curran com a Abra Stone, una noia amb "el resplendor".[4]
- Carl Lumbly com a Dick Hallorann, l'excuiner de l'Hotel Overlook que té “el resplendor”. Dick va ser originalment interpretat per Scatman Crothers a El resplendor.11
- Zahn McClarnon com el Pare Corb, la mà dreta de Rose the Hat.[5]
- Emily Alyn Lind com a Snakebite Andi, membre del True Knot.[6]
- Bruce Greenwood com el Dr. John Dalton, director del grup d'Alcohòlics Anònims a què assisteix Danny.[7]
- Jocelin Donahue com a Lucy Stone, la mare de l'Abra.[8]